# Campeonato de España de Clubes de Baloncesto Júnior Femenino
El Campeonato de España de Clubes de Baloncesto Júnior Femenino es una competición nacional organizada por la Federación Española de Baloncesto (FEB) que reúne a los mejores equipos femeninos de categoría júnior (sub-18) de toda España. La primera edición se disputó en 1974, y desde entonces se celebra anualmente, siendo una de las principales competiciones del baloncesto de formación femenino en el país.

## Formato de competición
El Campeonato de España de Clubes Júnior Femenino reúne a equipos formados por jugadoras menores de 18 años (categoría júnior), pertenecientes a clubes de toda España.
El torneo se disputa en una sede única y se organiza en varias fases:
- Fase de grupos: Los 32 equipos se dividen en 8 grupos (A a H) de 4 equipos cada uno. Se disputa una liguilla a una vuelta. Se clasifican los dos primeros equipos de cada grupo (16 en total).
- Fase final: Se estructura en eliminatorias directas: octavos de final, cuartos de final, semifinales y final.

También se disputan partidos para determinar las posiciones finales del campeonato: el partido por el 3.º y 4.º puesto, así como los encuentros por el 5.º al 8.º lugar.

## Equipos participantes
Disputan el campeonato un total de 32 equipos, clasificados según los siguientes criterios establecidos por la Federación Española de Baloncesto (FEB):
- Los 19 equipos campeones de cada una de las federaciones autonómicas.
- Los 8 equipos subcampeones de las federaciones con mayor número de licencias en la categoría júnior femenino (según datos de la temporada anterior).
- El representante de la federación sede del campeonato.
- Los 4 equipos adicionales de aquellas federaciones cuyos clubes alcanzaron los cuatro primeros puestos en la edición anterior del campeonato.

Cada federación puede clasificar un máximo de 3 equipos. En caso de que algún criterio supere este límite, la plaza se reasigna a la siguiente federación o equipo según lo estipulado por la FEB.
Las vacantes por renuncia se cubren siguiendo un orden determinado por número de licencias y resultados del año anterior.

## Historial
| Ed.     | Año  | Sede        | Resultado | Oro          | Plata            | Bronce           | MVP                 |
| ------- | ---- | ----------- | --------- | ------------ | ---------------- | ---------------- | ------------------- |
| I       | 1974 | Castellón   |           | Celta Vigo   | CB CIBES         | CREFF Madrid     |                     |
| II      | 1975 | Almería     |           | CREFF Madrid | –                | –                |                     |
| III     | 1976 | Vitoria     |           | H. Francés   | CREFF Madrid     | Marítimo Atco    |                     |
| IV      | 1977 | Sevilla     |           | H. Francés   | CREFF Madrid     | Complutense      |                     |
| V       | 1978 | Segovia     |           | Alcalá C.    | CREFF Madrid     | H. Francés       |                     |
| VI      | 1979 | Alicante    |           | Figueras     | H. Francés       | Alcalá           |                     |
| VII     | 1980 | Burgos      |           | Figueras     | CREFF Madrid     | Alcalá           |                     |
| VIII    | 1981 | Zaragoza    |           | Real Canoe   | Complutense      | CB CIBES         |                     |
| IX      | 1982 | Huelva      |           | Real Canoe   | Godella          | Iberia           |                     |
| X       | 1983 | Orense      |           | Real Canoe   | Lima Horta       | Iberia           |                     |
| XI      | 1984 | Cáceres     |           | Real Canoe   | Alcalá           | Casa Galicia     |                     |
| XII     | 1985 | Madrid      |           | Hospitalet   | Real Canoe       | Figueras         |                     |
| XIII    | 1986 | Huesca      |           | Hospitalet   | Real Canoe       | Getafe           |                     |
| XIV     | 1987 | Valencia    |           | Celta Vigo   | Gran Canaria     | Real Canoe       |                     |
| XV      | 1995 | Zaragoza    |           | Mataró       | Kaixo            | Uni Tenerife     |                     |
| XVI     | 1996 | Huesca      |           | Gran Canaria | Godella          | Mataró           |                     |
| XVII    | 1997 | Huesca      |           | Real Canoe   | Universitari     | Gran Canaria     |                     |
| XVIII   | 1998 | Tenerife    |           | Gran Canaria | Real Canoe       | Uni Tenerife     |                     |
| XIX     | 1999 | Sevilla     | 76–53     | Universitari | Gran Canaria     | Estudiantes      |                     |
| XX      | 2000 | Ferrol      |           | Gran Canaria | Universitari     | Ponce Valladolid |                     |
| XXI     | 2001 | Valladolid  |           | Universitari | Helios           | Lima Horta       |                     |
| XXII    | 2002 | Tenerife    |           | Universitari | Mann Filter      | Real Canoe       |                     |
| XXIII   | 2003 | Sabadell    |           | Universitari | CB Guindos       | Ros Casares      | Silvia Domínguez    |
| XXIV    | 2004 | Ferrol      |           | Universitari | Ros Casares      | Lima Horta       | Silvia Domínguez    |
| XXV     | 2005 | Ferrol      | 69–59     | Mataró       | Uni Tenerife     | Lima Horta       |                     |
| XXVI    | 2006 | Madrid      |           | Uni Tenerife | Mataró           | Ros Casares      |                     |
| XXVII   | 2007 | Jaca        | 71–44     | Celta Vigo   | Uni Girona       | Ponce Valladolid |                     |
| XXVIII  | 2008 | Santiago    | 101–63    | Gran Canaria | CBF Sarrià       | Bera Bera        |                     |
| XXIX    | 2009 | Guadalajara | 93–75     | Gran Canaria | Mataró           | Uni Tenerife     | Vanessa Blé         |
| XXX     | 2010 | Mieres      | 92–50     | Gran Canaria | Mataró           | Estudiantes      | Yurena Díaz         |
| XXXI    | 2011 | Vecindario  | 103–50    | Gran Canaria | Real Canoe       | CBF Sarrià       | Astou Ndour         |
| XXXII   | 2012 | Zaragoza    | 83–60     | Gran Canaria | Sant Adrià       | Rivas Ecópolis   | Astou Ndour         |
| XXXIII  | 2013 | Zaragoza    | 67–56     | Gran Canaria | Mataró           | Rivas Ecópolis   | Leticia Romero      |
| XXXIV   | 2014 | Guadalajara | 67–54     | Sant Adrià   | Ponce Valladolid | Rivas Ecópolis   | Clara Rodríguez     |
| XXXV    | 2015 | Guadalajara | 52–46     | Gran Canaria | Rivas Ecópolis   | Iraugi           | Naira Cáceres       |
| XXXVI   | 2016 | Gipuzkoa    | 78–57     | Gran Canaria | Sant Adrià       | Picken Claret    | Naira Cáceres       |
| XXXVII  | 2017 | Lugo        | 77–63     | Gran Canaria | Sant Adrià       | Estudiantes      | Lola Pendande       |
| XXXVIII | 2018 | Huelva      | 66–50     | Sant Adrià   | Canterbury A.    | Celta Vigo       | Sika Kone           |
| XXXIX   | 2019 | Avilés      | 48–36     | Estudiantes  | Uni Girona       | Valencia Basket  | Sika Kone           |
| XL      | 2021 | Huelva      | 59–47     | Gran Canaria | P. Avenida       | Basket Almeda    | Sokhna Adji Fall    |
| XLI     | 2022 | Huelva      | 104–64    | Gran Canaria | Barça CBS        | Unicaja          | Carla Brito         |
| XLII    | 2023 | Huelva      | 69–51     | Gran Canaria | Estudiantes      | Valencia Basket  |                     |
| XLIII   | 2024 | Huelva      | 67–52     | Estudiantes  | Valencia Basket  | Gran Canaria     | Aya Touré           |
| XLIV    | 2025 | Huelva      | 79–50     | Barça CBS    | Joventut         | AD Torrelodones  | Mama Sidiki Doumbia |

## Palmarés por clubes
| Club             | Oro | Plata | Bronce | Años campeonato                                                                          |
| ---------------- | --- | ----- | ------ | ---------------------------------------------------------------------------------------- |
| Gran Canaria     | 15  | 2     | 2      | 1996, 1998, 2000, 2008, 2009, 2010, 2011, 2012, 2013, 2015, 2016, 2017, 2021, 2022, 2023 |
| Real Canoe       | 5   | 4     | 2      | 1981, 1982, 1983, 1984, 1997                                                             |
| Universitari     | 5   | 2     | 0      | 1999, 2001, 2002, 2003, 2004                                                             |
| Celta Vigo       | 3   | 0     | 1      | 1974, 1987, 2007                                                                         |
| Mataró           | 2   | 4     | 1      | 1995, 2005                                                                               |
| Sant Adrià       | 2   | 3     | 0      | 2014, 2018                                                                               |
| Estudiantes      | 2   | 1     | 3      | 2019, 2024                                                                               |
| H. Francés       | 2   | 1     | 1      | 1976, 1977                                                                               |
| Figueras         | 2   | 0     | 1      | 1979, 1980                                                                               |
| Hospitalet       | 2   | 0     | 0      | 1985, 1986                                                                               |
| CREFF Madrid     | 1   | 4     | 1      | 1975                                                                                     |
| Uni Tenerife     | 1   | 1     | 3      | 2006                                                                                     |
| Alcalá C.        | 1   | 1     | 2      | 1978                                                                                     |
| Barça CBS        | 1   | 1     | 0      | 2025                                                                                     |
| Godella          | 0   | 2     | 0      | –                                                                                        |
| Uni Girona       | 0   | 2     | 0      | –                                                                                        |
| Rivas Ecópolis   | 0   | 1     | 3      | –                                                                                        |
| Lima Horta       | 0   | 1     | 3      | –                                                                                        |
| Ros Casares      | 0   | 1     | 2      | –                                                                                        |
| Ponce Valladolid | 0   | 1     | 2      | –                                                                                        |
| Valencia Basket  | 0   | 1     | 2      | –                                                                                        |
| CBF Sarrià       | 0   | 1     | 1      | –                                                                                        |
| Complutense      | 0   | 1     | 1      | –                                                                                        |
| CB CIBES         | 0   | 1     | 1      | –                                                                                        |
| CB Guindos       | 0   | 1     | 0      | –                                                                                        |
| Mann Filter      | 0   | 1     | 0      | –                                                                                        |
| P. Avenida       | 0   | 1     | 0      | –                                                                                        |
| Helios           | 0   | 1     | 0      | –                                                                                        |
| Kaixo            | 0   | 1     | 0      | –                                                                                        |
| Canterbury A.    | 0   | 1     | 0      | –                                                                                        |
| Joventut         | 0   | 1     | 0      | –                                                                                        |
| Iberia           | 0   | 0     | 2      | –                                                                                        |
| Marítimo Atco    | 0   | 0     | 1      | –                                                                                        |
| Bera Bera        | 0   | 0     | 1      | –                                                                                        |
| Getafe           | 0   | 0     | 1      | –                                                                                        |
| Casa Galicia     | 0   | 0     | 1      | –                                                                                        |
| Picken Claret    | 0   | 0     | 1      | –                                                                                        |
| Iraugi           | 0   | 0     | 1      | –                                                                                        |
| Basket Almeda    | 0   | 0     | 1      | –                                                                                        |
| Unicaja          | 0   | 0     | 1      | –                                                                                        |
| AD Torrelodones  | 0   | 0     | 1      | –                                                                                        |